# 益田站 (日本)
益田站（日语：／ Masuda eki */?）是位於日本島根縣益田市站前町的西日本旅客鐵道（JR西日本）鐵路車站。

## 車站構造
2面3線月台的地面車站。站舍位於1號的側式月台，2號月台、3號月台為島式月台，以跨線天橋連絡。3號月台外側有多條留置線。1961年改建為2層高建築。

### 月台配置
| 月台 | 路線     | 方向    | 目的地                 |
| ---- | -------- | ------- | ---------------------- |
| 1－3 | 山陰本線 | 上行    | 出雲市、松江、米子方向 |
| 1－3 | 山陰本線 | 下行    | 東萩、長門市方向       |
| 1－3 | ■山口線  | ■山口線 | 津和野、新山口方向     |

1號線由特急與部份快速使用，2、3號線多為普通列車。特急以外列車以本站為始發與終點。

## 車站周邊
- 益田市役所
- 益田郵局
- 益田站前郵局
- 山陰合同銀行
- 島根銀行
- 津和野信用金庫
- 島根縣藝術文化中心
- 石西文化會館

## 历史
- 1923年4月1日：國鐵山口線石見益田站開業。
- 1923年12月26日：山陰本線三保三隅～本站間開業。成為山陰本線與山口線車站[1]。
- 1966年10月1日：改名益田站。
- 1987年4月1日：國鐵分割民營化、成為西日本旅客鐵道車站。
- 2006年7月29日：益田站前大樓EAGA開幕

## 相鄰車站
※山陰本線出雲市方向與跨越山口線的特急「超級隱岐」全部停車。而山陰本線出雲市方向的快速「Aqua Liner」與特急「超級松風」以此站為始發站。快速列車、特急列車的相鄰停車站參見各自條目。
西日本旅客鐵道
 山陰本線
石見津田－益田－戶田小濱
■山口線
本俁賀－益田

## 外部連結
- JR西日本（益田站） （页面存档备份，存于）